# Acanaladura

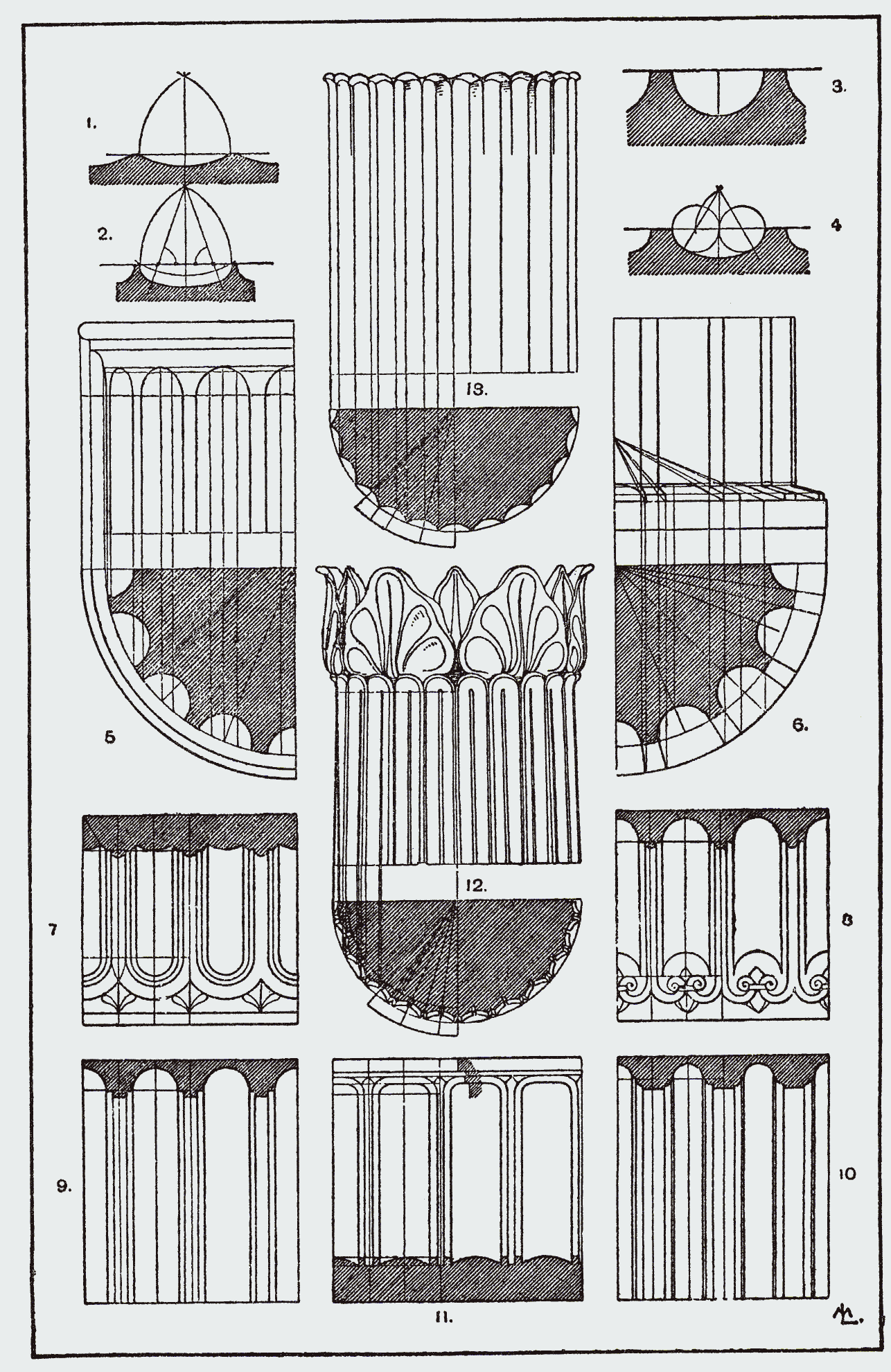
Diversas formas de acanaladura.

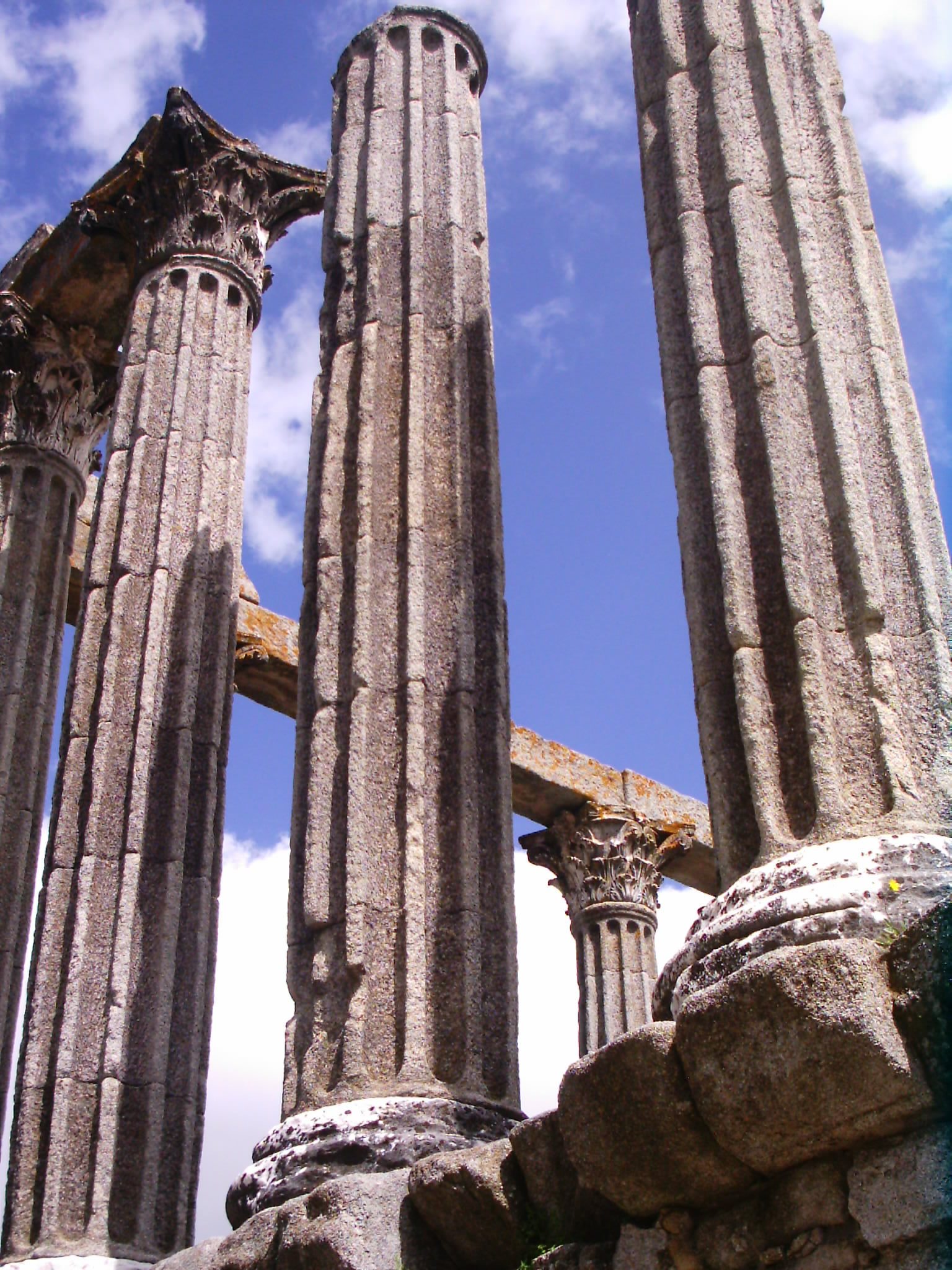
Acanaladuras en columnas corintias en el Templo romano de Diana en Évora.

Las acanaladuras (en latín: canna ‘caña’), en arquitectura, son las estrías o surcos verticales, usualmente de sección semicircular, talladas sobre el fuste de una columna, un pilar, una pilastra  o en un triglifo. Los cortes semicirculares de las acanaladuras se separan mediante listeles.
Especialmente en la arquitectura de piedra, las acanaladuras distinguen visualmente los fustes de las columnas y las pilastras de los muros de mampostería lisos que hay detrás. El estriado favorece el juego de luces en una columna, lo que ayuda a que la columna parezca más perfectamente redonda que una columna lisa. Como elemento vertical fuerte, también tiene el efecto visual de minimizar las juntas horizontales. Los arquitectos griegos consideraban el ritmo como un elemento de diseño importante. Como tal, el estriado se utilizaba a menudo en edificios y templos para aumentar la sensación de ritmo. También puede incorporarse en columnas para que parezcan más delgadas, ligeras y elegantes.
Las columnas estriadas son comunes en la tradición de la arquitectura clásica, pero no fueron inventadas por los antiguos griegos, sino transmitidas o aprendidas de los micénicos o los egipcios.  Su inmediato origen hay que buscarlo en las columnas poligonales protodóricas a las que imitan y sobrepasan estéticamente.
El estriado se aplica siempre exclusivamente al fuste de la columna, y puede abarcar toda la longitud del fuste desde la basa hasta el capitel, o bien rellenar el tercio inferior del fuste de la columna. Esta última aplicación se utiliza para complementar el éntasis de la columna, que comienza a un tercio de la altura desde la basa del fuste.

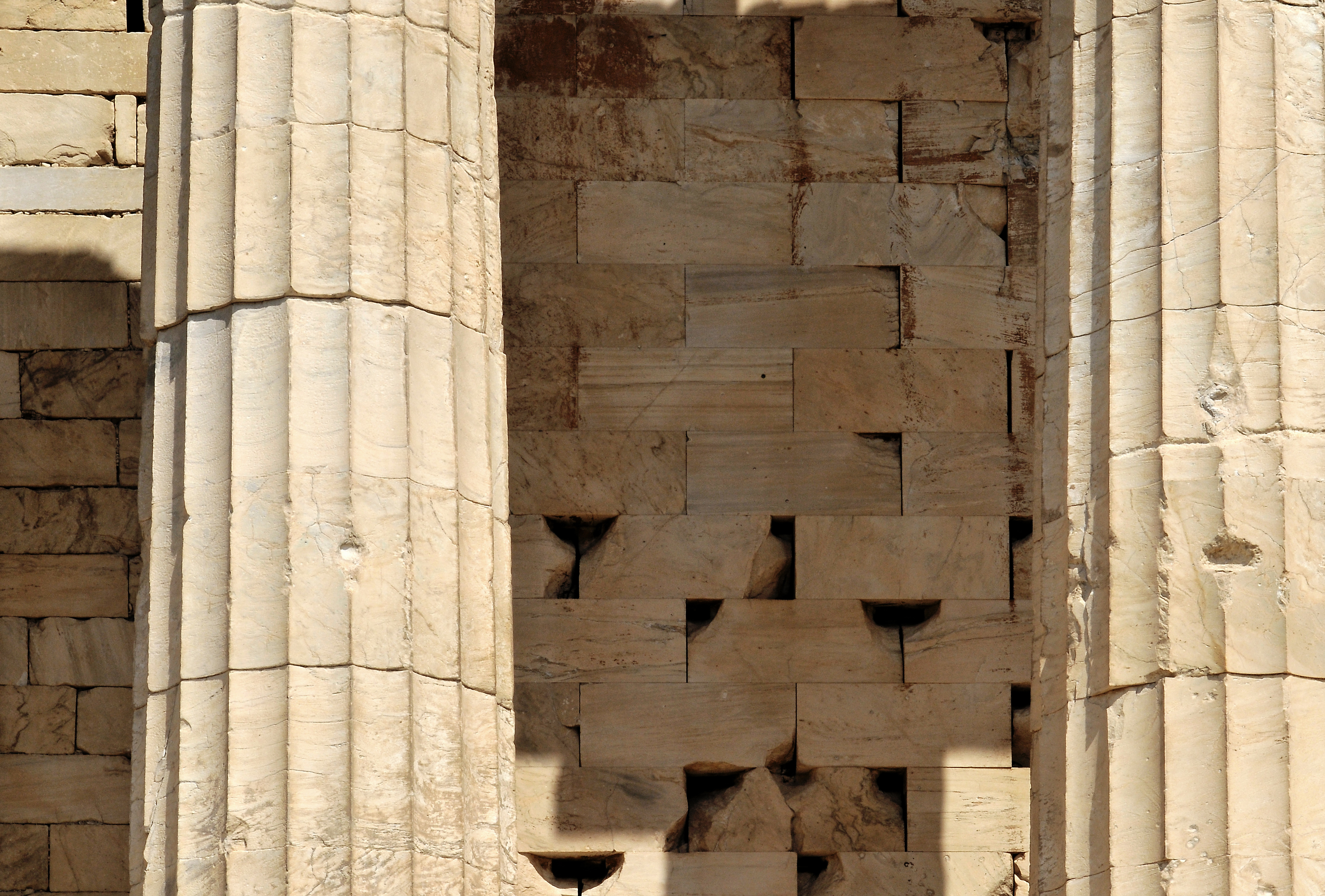
Fustes de columnas acanaladas en el Partenón.

La acanaladura se tallaba en una columna recién erigida. Por ejemplo, el templo de Segesta,el templo G de Selinunte  y el templo de Zeus Estratio.
En general, se acepta que el estriado se utilizó en columnas de madera  (ninguna de las cuales ha sobrevivido) antes que en piedra; con una azuela curva aplicar estriado cóncavo a columnas de madera hechas de troncos de árboles, habría sido relativamente fácil. El estriado convexo probablemente pretendía imitar formas vegetales. Minoica y Micénica utilizaron ambos estilos, pero la arquitectura griega y romana utilizó el estilo cóncavo casi exclusivamente.
En la columna dórica, están separadas por aristas vivas; en la jónica y la corintia, por aristas romas, también llamadas aristas matadas. El orden toscano no tiene acanaladuras y son opcionales para los otros órdenes.
Las columnas de los edificios de orden dórico casi siempre eran estriadas; las columnas no estriadas del templo de Segesta]en Sicilia son una de las razones por las que los arqueólogos creen que el templo nunca se completó, probablemente a causa de la guerra. Demuestran que las columnas lisas, formadas por varios tamboress circulares, se colocaron en su lugar antes de tallar las acanaladuras para garantizar que estas encajaran a la perfección.
Los albañiles griegos también tenían que tener en cuenta los diversos refinamientos, o sutiles desviaciones de la geometría aparente del diseño, que introducían los arquitectos griegos. Entre ellas se encuentran la éntasis, el abombamiento en la parte central del fuste, el estrechamiento en la parte superior del fuste y una ligera inclinación de toda la columna.  En el Partenón, la profundidad de las estrías aumenta hacia la parte superior de los fustes.
En los primeros ejemplos dóricos, las columnas son más bien delgadas y a menudo sólo tienen 16 estrías. A mediados del siglo VI a. C., los fustes eran más gruesos y el número de estrías se fijó en 20, número que a partir de entonces rara vez se modificó cuando se utilizaba el orden dórico. Esta fijación del número parece haber ocurrido mientras se construía el templo C de Selinunte, alrededor del 550 a. C., ya que hay una composición de 16 y 20 estrías. En algunos edificios, especialmente estoas y similares, la parte inferior del fuste podía dejarse lisa hasta aproximadamente la altura de un hombre. Las columnas dóricas griegas carecían de basa, lo que evitaba que las fustes, que terminaban en una arista afilada, se desgastaran con el paso de las personas. Los fustes continúan hasta la basa de la columna, y en la parte superior suelen pasar a través de tres bandas muy estrechas cortadas en la piedra antes de llegar a la base del capitel, donde el fuste se abomba ligeramente. Los fustes se tallaban haciendo un corte estrecho inicial a la profundidad adecuada en el centro de cada fuste, para luego dar forma a los lados curvos.

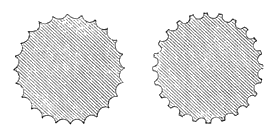
Sección transversal del estilo dórico y del jónico, en la que se muestra las diferencias.

El acanalado se considera opcional en los edificios jónicos y corintios, o quizás a veces se dejaba para más tarde si el dinero escaseaba; en algunos edificios el acanalado probablemente se talló mucho después de la "finalización" inicial. Los fustes jónicos y corintios también son más profundos, algunos se acercan a un semicírculo, y suelen estar rematados en la parte superior e inferior por una hendidura semicircular, seguida de una pequeña distancia en la que la columna tiene su perfil circular completo, o incluso se abomba. Estos órdenes siempre tienen una basa para las columnas, a menudo muy elaborada..
El estriado utilizado para el Iónico y el orden corintio era ligeramente diferente, normalmente con redondeamientos entre las estrías, que pueden parecer planos, pero que en realidad siguen la curvatura de la columna.  A pesar de que las columnas jónicas de una altura dada son más delgadas que las dóricas, tienen más estrías, con 24 que se establecieron como el estándar, después de los primeros experimentos. Estos llevaron el número tan alto como 48 en algunas columnas en el segundo edificio del Templo de Artemisa en Éfeso ,en Turquía, uno de los primeros «grandes templos griegos», de alrededor de 550 a. C.

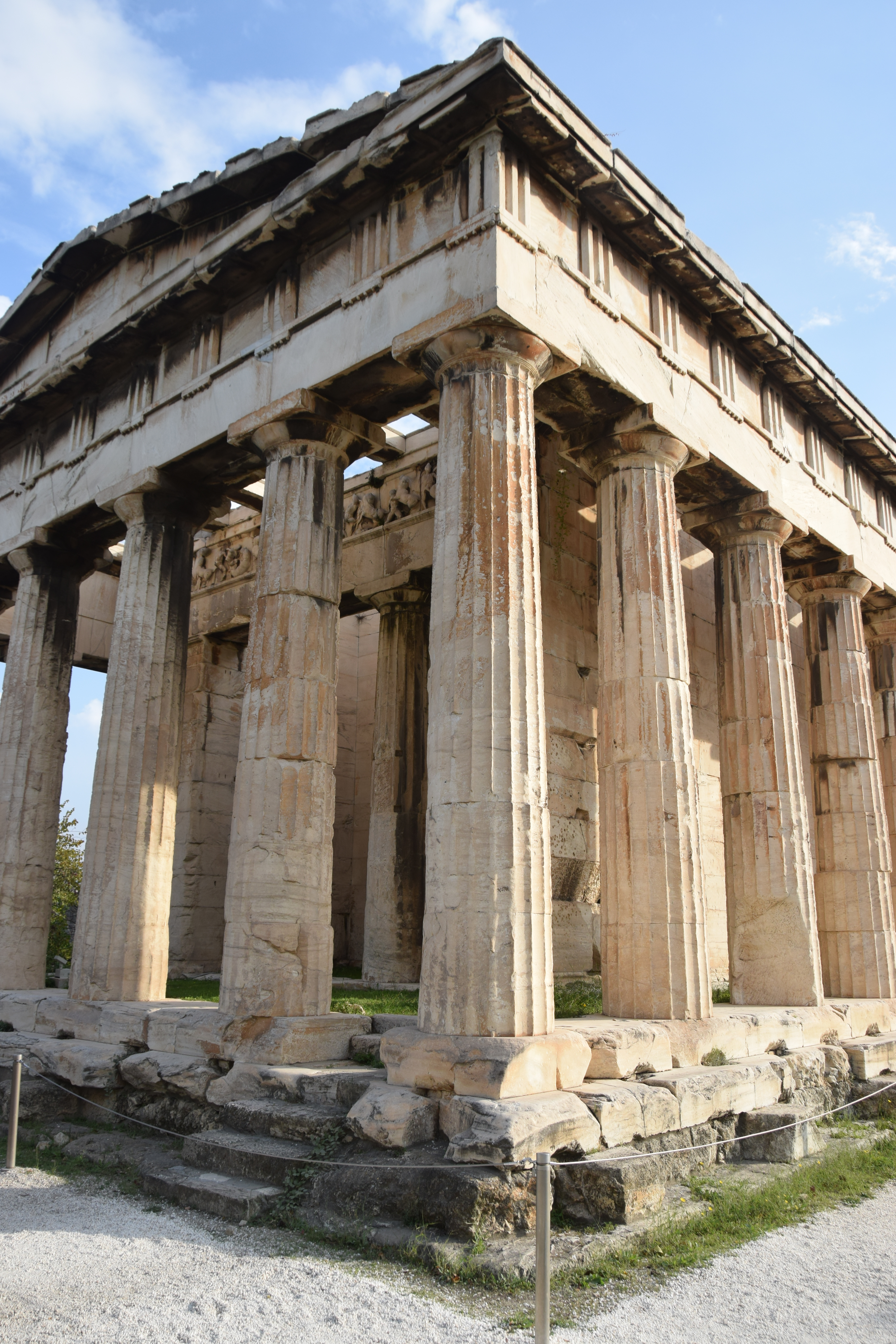
Hefestión templo dórico, Atenas.
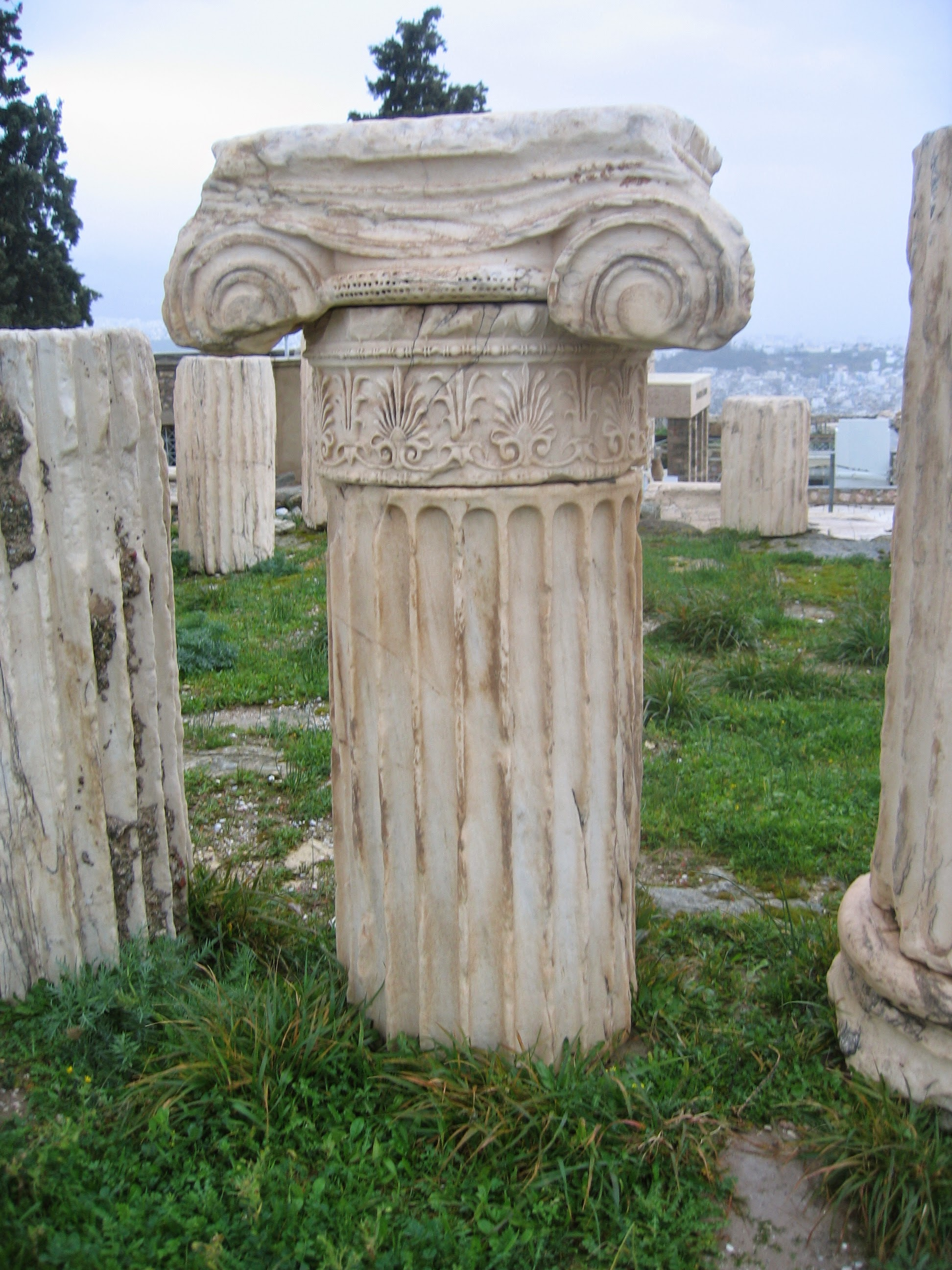
Capitel jónico y fuste en la Acrópolis de Atenas.
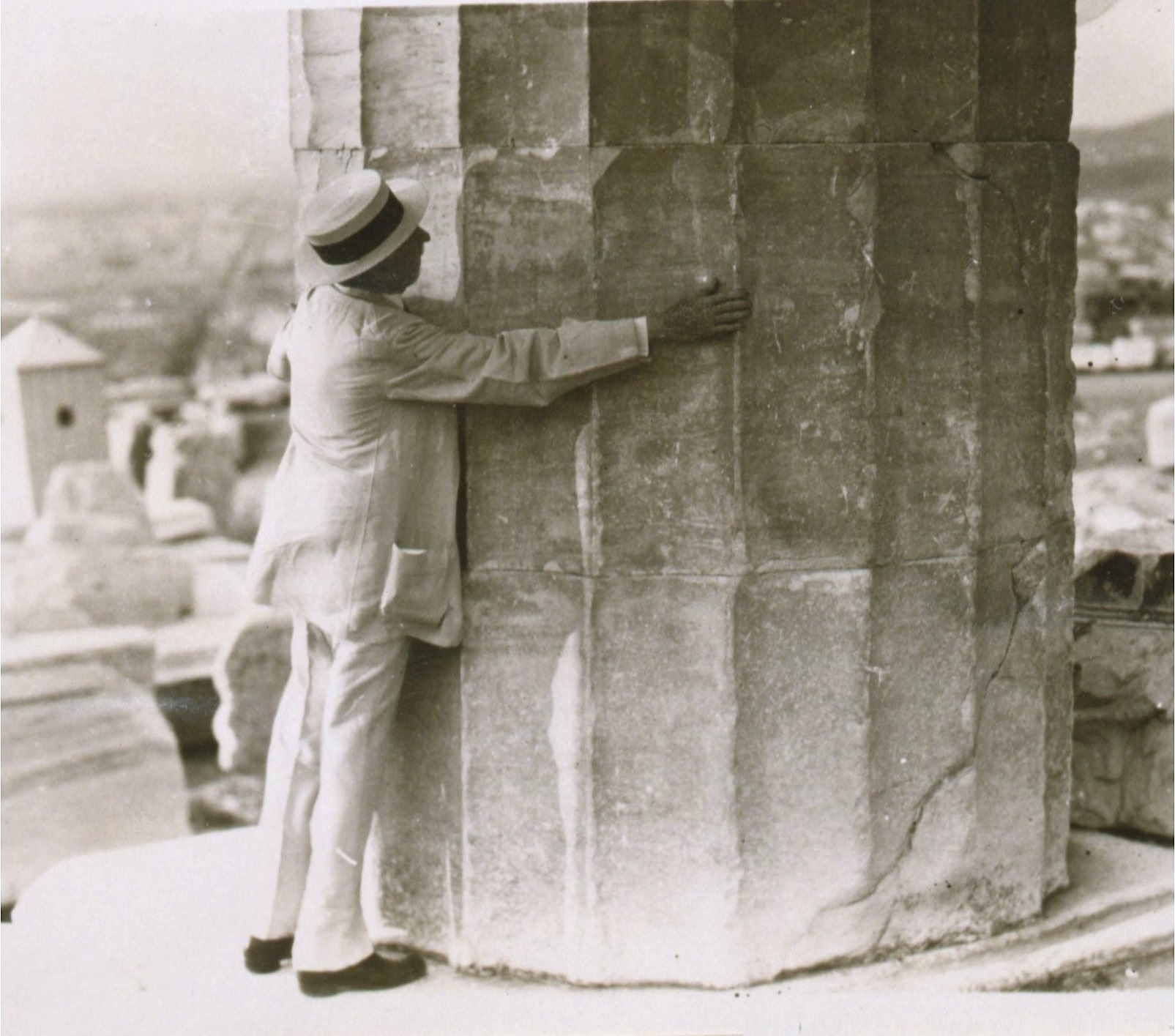
Basa de una columna dórica del Partenón, abrazada por Frank G. Carpenter.
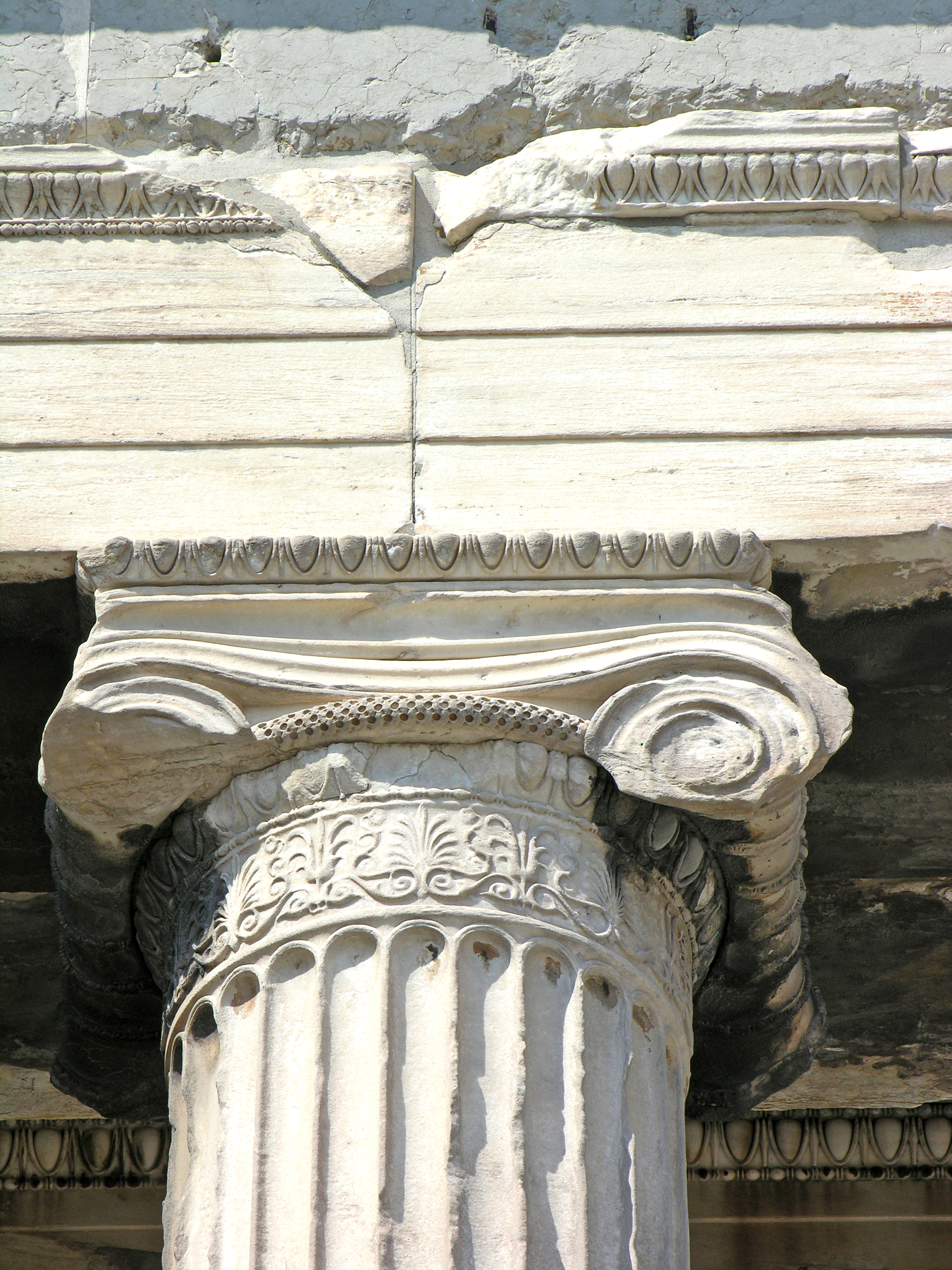
Parte superior del un fuste jónico, pórtico norte del Erecteón, Atenas

Se encuentran abundantes muestras ya en período helenístico, siendo, desde entonces, un motivo decorativo recurrente en todo el arte occidental, aunque, también son utilizadas en la fabricación de muebles o artesanía, y también en la industria metalúrgica.
El estriado en espiral es un estilo poco común en la arquitectura romana, y aún más raro en la tradición clásica posterior. Sin embargo, estuvo de moda en el Imperio romano de Oriente entre los años 100 y 250 d. C. aproximadamente.
A veces se aplica lo que en realidad es un “estriado” horizontal, en particular a partes de las basas de las columnas. Suele denominarse ‘acanalado’.

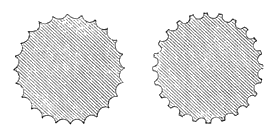
Sección transversal del estilo dórico y del jónico, en la que se muestra las diferencias.

En la arquitectura aqueménida, las estrías son poco profundas, con aristas, como las del dórico griego, pero son más numerosas y, por tanto, más estrechas. Las grandes columnas de Persépolis tienen hasta 40 o 48 estrías, mientras que las columnas más pequeñas tienen 32. La anchura de una estría se mantiene bastante constante, de modo que el número de estrías aumenta con la circunferencia de la columna, a diferencia de la práctica griega de mantener constante el número de estrías de una columna y variar la anchura de la estría. Los primeros templos dóricos parecen haber tenido un principio similar, antes de que 20 estrías se convirtieran en la convención.

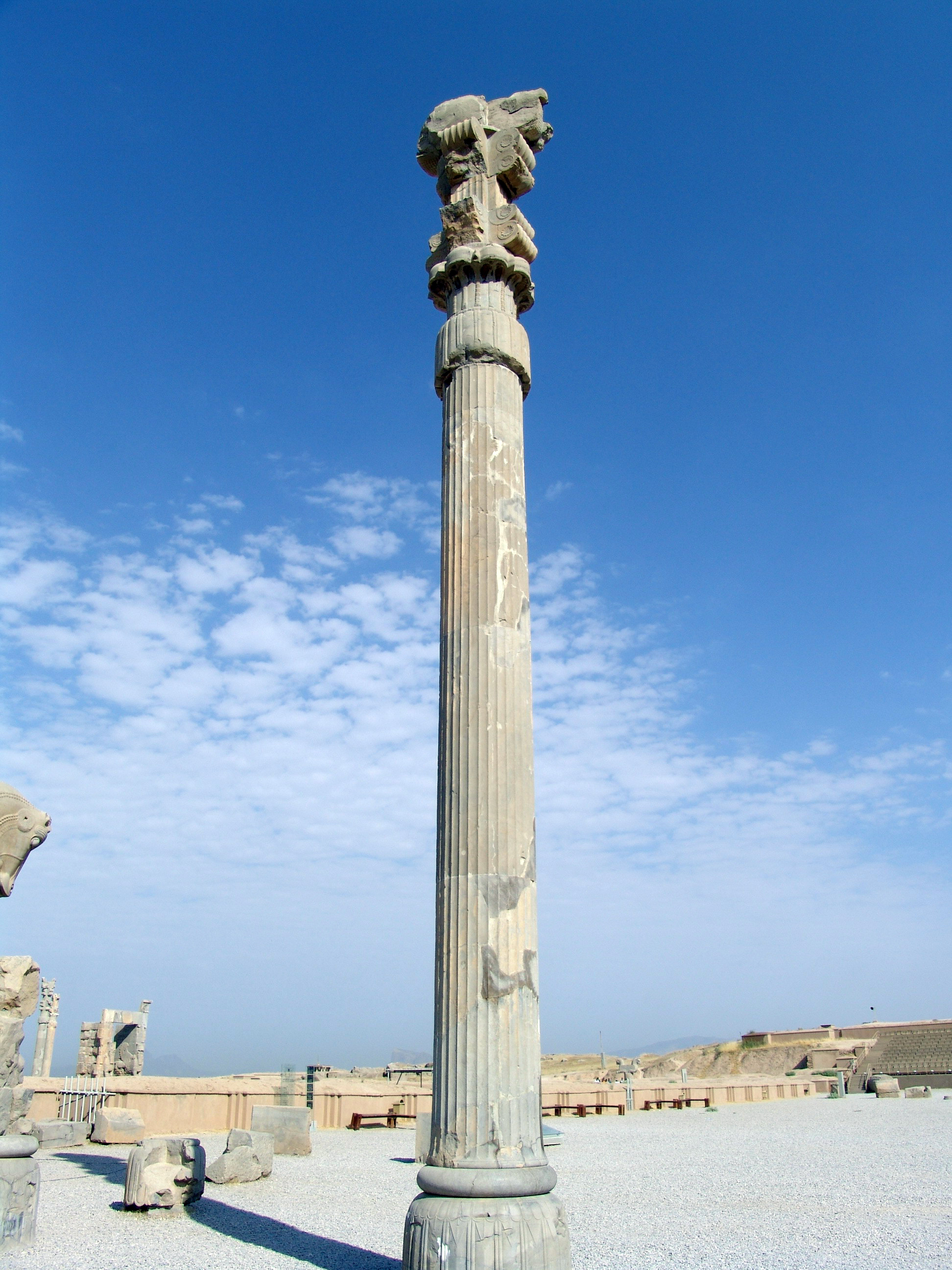
Columna acanalada de Persépolis (Puerta de todas las Naciones.